# Gouvernement de la communauté de Madrid
Le gouvernement de la communauté de Madrid (en espagnol : Gobierno de la Comunidad de Madrid) est l'institution politique exerçant le pouvoir exécutif et réglementaire dans la communauté de Madrid, en Espagne.
Dirigé par le président de la Communauté et composée de conseillers (consejeros), ses attributions sont régies par le statut d'autonomie et la loi relative au gouvernement. Il siège à la Real Casa de Correos, à Madrid.

## Composition
Le Gouvernement de la communauté de Madrid se compose du président de la Communauté, d'un ou plusieurs vice-présidents le cas échéant, et de conseillers (consejeros), dont le rôle équivaut à celui des ministres.

### Nomination
Les conseillers sont nommés par le président.
Les vice-présidents sont nommés par le président parmi les conseillers, et conservent cette dernière fonction. Si la loi de 1983 relative au gouvernement et à l'administration de la communauté de Madrid dispose que les vice-présidents doivent obligatoirement être députés à l'Assemblée de Madrid, le statut d'autonomie a supprimé cette contrainte depuis 1998.

### Fin des fonctions
Les fonctions du gouvernement prennent fin lors de la tenue des élections à l'Assemblée de Madrid, et en cas de perte de la confiance de l'Assemblée, de démission, d'incapacité ou de décès du président.
Un conseiller cesse ses fonctions en cas de démission, de renvoi par le président, ou de décès.

## Attributions
Le gouvernement de la communauté de Madrid constitue l'organe collégial qui dirige la politique de la communauté de Madrid. Il exerce les fonctions exécutives et administratives, ainsi que le pouvoir réglementaire.
À ce titre, le gouvernement : 
- dirige la politique de la communauté de Madrid ;
- délibère sur la volonté du président de poser la question de confiance devant l'Assemblée ;
- peut demander la convocation d'une session extraordinaire de l'Assemblée ;
- approuve les projets de loi, pour remise à l'Assemblée, et décide éventuellement de leur retrait ;
- rédige les décrets législatifs, après autorisation de l'Assemblée ;
- prend les mesures nécessaires à l'exécution des lois et des résolutions de l'Assemblée ;
- approuve les décrets d'application des lois régionales et nationales, et exerce le pouvoir réglementaire de manière générale ;
- approuve le projet de loi de finances et le présente à l'Assemblée, et exécute la loi de finances ;
- approuve la réglementation des impôts régionaux et établit les normes pour la gestion des impôts cédés par l'État ;
- élabore les projets de conventions et accords de coopération avec les autres communautés autonomes et les soumet à l'Assemblée et les remet aux Cortes Generales pour avis ;
- adopte les mesures nécessaires à l'exécution des traités et conventions internationaux qui concernent des compétences décentralisées ;
- approuve le dépôt d'un recours en inconstitutionnalité ou en conflit de compétences devant le Tribunal constitutionnel ;
- nomme et relève de leurs fonctions les hauts fonctionnaires de l'administration régionale ;
- désigne les représentants de la Communauté au sein des organismes publics, institutions financières ou entités concernés ;
- approuve le programme d'action annuel du secteur public économique, conforme à l'activité budgétaire annuelle ;
- distribue les compétences, fonctions et services que l'État lui transfère aux structures idoines ;
- autorise le passage de certains marchés publics ;
- administre, défend et conserve le patrimoine de la Communauté ;
- approuve l'aliénation de certains biens ou droits, en fonction de leur valeur ;
- traite les recours déposés devant lui ;
- approuve la structure organique de chaque département (Consejería), sur proposition du conseiller correspondant et après avis du conseiller chargé des Finances ;
- este en justice pour défendre les intérêts, biens et droits de la Communauté ;
- cède les biens et droits du Trésor public ;
- autorise les emprunts et l'émission de la dette publique, pour financer des opérations d'investissement.

## Fonctionnement
Le Conseil de gouvernement se réunit au moins une fois tous les quinze jours. Il est convoqué au préalable par le président, qui communique l'ordre du jour aux conseillers. Il peut aussi être considéré réuni sans ordre du jour établi, si le président en décide ainsi et que l'ensemble des conseillers sont présents. Le quorum est atteint quand le président — ou son remplaçant — et la moitié des conseillers sont présents,.
L'ensemble des échanges tenus lors des réunions du Conseil de gouvernement sont secrets. Le compte-rendu, dressé par le conseiller chargé de la Présidence en sa qualité de secrétaire du conseil, rend simplement compte des décisions adoptées. Celle-ci le sont par un vote à la majorité simple. Le président a voix prépondérante en cas de partage,.
Pour préparer les affaires relevant d'au moins deux départements, élaborer les bases d'un programme ou d'une action à caractère transversal, et pour tout autre question qu'il estime pertinente, le Conseil de gouvernement peut décider de former des commissions déléguées (Comisiones Delegadas), permanentes ou provisoires. Elles sont présidées par le président ou, à défaut, par le conseiller à la Présidence.